# Вовненко Тетяна Олександрівна
Тетяна Олександрівна Вовненко (Доній) (нар. 8 серпня 1957, село Липняжка, тепер Добровеличківського району Кіровоградської області) — українська радянська діячка, завідувачка ферми колгоспу «Правда» Добровеличківського району Кіровоградської області. Депутат Верховної Ради УРСР 11-го скликання.

## Біографія
Освіта середня спеціальна.
У 1976—1981 роках — технік, завідувачка ферми, обліковець, телятниця, слюсар-наладчик колгоспу «Правда» села Липняжка Добровеличківського району Кіровоградської області.
З 1981 року — завідувачка ферми колгоспу «Правда» села Липняжка Добровеличківського району Кіровоградської області.
Член КПРС.
Потім — на пенсії в селі Липняжка Добровеличківського району Кіровоградської області.

## Нагороди
- ордени
- медалі